# Pharmaziegeschichte
Pharmaziegeschichte (auch synonym mit Geschichte der Pharmazie gebraucht) oder Pharmaziehistorik ist die Lehre von den historischen Entwicklungen der Pharmazie bzw. Arzneikunde. Pharmaziehistoriker befassen sich daher vor allem mit der Geschichte der Arzneimittel und der Arzneitherapie, der Apotheken und der pharmazeutischen Industrie und mit Personen, die Einfluss auf die Pharmazie ihrer Zeit ausübten. Die Pharmaziegeschichte nutzt die Methoden der allgemeinen Geschichtswissenschaft und ist zugleich Teil der Geschichte der Naturwissenschaften, da sich Pharmazie auf naturwissenschaftliche Grundlagen bezieht. Sie steht aber auch in der Nähe der Geschichte der Medizin. Pharmaziegeschichte ist eine pharmazeutische Teildisziplin und bildet eine Fachgruppe in der Deutschen Pharmazeutischen Gesellschaft (DPhG).
Pharmaziegeschichte ist ein Lehrfach an den Universitäten. Eigenständige Lehrstühle für Pharmaziegeschichte gibt es in Deutschland in Braunschweig und Marburg, anderswo wird sie von Lehrbeauftragten vertreten. Außerhalb der Universitäten vertritt in Deutschland die Deutsche Gesellschaft für Geschichte der Pharmazie das Fach.
Die historischen Entwicklungslinien der Pharmaziegeschichte, der Arzneiherstellung und des Apothekenwesens bringen auch die Museen nahe, die sich mit diesem Thema befassen. In Deutschland gibt es davon rund 40, darunter die größeren in Bad Münstereifel, Cottbus, Dortmund, Hamburg-Altona, Heidelberg, Hofgeismar, Rheine und Weißenburg; weitere vier innerhalb des deutschsprachigen Raumes in Österreich, eines in der Schweiz (Basel) und eines in Südtirol.